# Primärer Hyperaldosteronismus
Der primäre Hyperaldosteronismus (auch Conn-Syndrom und Connsche Krankheit genannt) gehört in seiner klassischen, mit Kaliummangel einhergehenden Form mit einer Häufigkeit von etwa 1 % zu den selteneren Ursachen des Bluthochdrucks. Neueren epidemiologischen Erkenntnissen zufolge haben bis zu 10 % der Bluthochdruck-Patienten einen primären Hyperaldosteronismus, der im Gegensatz zur klassischen Form mit normalen Kaliumwerten einhergeht.

## Geschichte
Im Jahr 1955 beschrieb der amerikanische Endokrinologe Jerome W. Conn den Fall einer 34-jährigen Patientin, die sich mit einer ausgeprägten Hypertonie vorstellte. Die Patientin litt unter anderem an Muskelkrämpfen und Lähmungen. Laborchemisch stellte Conn damals eine Hypokaliämie, Hypernatriämie und eine metabolische Alkalose fest. Er konnte im Urin vermehrt das Steroidhormon Aldosteron nachweisen. Der von Conn beschriebene Fall wurde als „Conn-Syndrom“ bekannt und war auf ein Adenom der Nebennierenrinde mit autonomer Aldosteronproduktion zurückzuführen. Das Krankheitsbild wird daher als „primärer Hyperaldosteronismus“ bezeichnet.

## Definition
Beim primären Hyperaldosteronismus (PHA) handelt es sich um eine teilweise oder vollständig autonome Produktion des Steroidhormons (Mineralocorticoids) Aldosteron, das in der Zona glomerulosa der Nebennierenrinde gebildet wird.

## Pathophysiologie
Hypertonie und Hypokaliämie folgen einer autonomen, vermehrten Sekretion von Aldosteron. Die Plasmareninaktivität (PRA) im Rahmen des Renin-Angiotensin-Aldosteron-Systems (RAAS) ist dabei typischerweise erniedrigt. Im Gegensatz dazu sind beim sekundären Hyperaldosteronismus (beispielsweise infolge einer Leberzirrhose) sowohl Aldosteron als auch PRA erhöht.
Drei Ursachen für den primären Hyperaldosteronismus sind beschrieben. Dazu gehören die beidseitige (bilaterale) Nebennierenrindenhyperplasie, das Aldosteron-produzierende Nebennierenrindenadenom und der familiäre Hyperaldosteronismus Typ I–III (siehe unten). Durch die vermehrte Aldosteronsekretion kommt es entsprechend der Wirkung des Hormons zu vermehrter Kaliumausscheidung und einer Zunahme der Natriumresorption, mit der eine Wasserretention einhergeht. Die vermehrte Wasserretention führt zum stark erhöhten Blutdruck.

## Genetische Ursachen
Bei positiver Familienanamnese für einen primären Hyperaldosteronismus und jungem Erwachsenenalter muss der Verdacht auf einen familiären Hyperaldosteronismus gestellt werden. Dabei kommt es trotz eindeutigen Genotyps häufig zu variabler Ausprägung im Phänotyp. Drei Formen des familiären Hyperaldosteronismus (FH) werden unterschieden:
- Typ I: Hierbei handelt es sich um den 1966 erstmals beschriebenen Glucocorticoid-supprimierbaren Hyperaldosteronismus (GSH). Die Erkrankung wird autosomal-dominant vererbt und beruht auf einem chimären Gen aus der ACTH-abhängigen 11-β-Hydroxylase (CYP11B1) und der Angiotensin-II-abhängigen Aldosteron-Synthase CYP11B2. Die Folge ist ein hybrides Gen, welches ein Enzym exprimiert, das nun fälschlich ACTH-abhängig Aldosteron produziert. Als Therapieoption steht die Senkung der ACTH-Sekretion durch geringe Dosierung von Dexamethason zur Verfügung (weiteres siehe Therapie).
- Typ II: Das klinische Bild von Typ II unterscheidet sich nicht von dem des Typ I, ist aber nicht durch Dexamethason supprimierbar. Ein dezidierter Genotyp dieser Erkrankung konnte bisher nicht lokalisiert werden. Die Diagnose erfolgt aufgrund der Familienanamnese. Es gibt eine Assoziation mit dem Genlokus des Chromosoms 7 Genlocus p22. Die Therapie entspricht der des inzidentellen PHA.
- Typ III: Auch bei diesem Typ gibt es zum aktuellen Zeitpunkt keinen identifizierten Genotyp. Er unterscheidet sich zu Typ II durch die sehr frühe Manifestation schon innerhalb der ersten Lebensdekade, ausgeprägte beidseitige Hyperplasie der Nebennieren und sehr hohe Serumspiegel von 18-Oxocortisol und 18-Hydroxycortisol (neben Hyperaldosteronismus). Er ist im Gegensatz zu Typ I nicht supprimierbar; eine Dexamethasontherapie führt sogar zu einer Exazerbation. Die medikamentöse antihypertensive Therapie versagte in dem beschriebenen Fall, sodass eine beidseitige Entfernung der Nebennieren die einzige und kurative Therapieoption darstellte.[3] 2012 wurden als genetische Ursache des FH Typ III Mutationen im Selektivitätsfilter des Kalium-Kanals KCNJ5 identifiziert. Die gleiche genetische Veränderung findet sich in ca. 30 % der sporadischen Aldosteron-produzierenden Adenome.

## Ätiologie
Bis auf den familiären Typ I des primären Hyperaldosteronismus kommt es bei allen anderen Formen zu einer Hyperplasie bzw. einem Adenom der Nebennierenrinde, die für die gesteigerte Aldosteron-Produktion verantwortlich ist.
Ging man früher davon aus, dass bei den meisten Patienten ein Aldosteron-produzierendes Adenom die Ursache sei, so wird dies von der aktuellen Studienlage nicht unterstützt. Stattdessen geht man davon aus, dass in weniger als 30 % aller Fälle ein Adenom der Nebenniere die Ursache für den PHA darstellt. In über 70 % handelt es sich zumeist um eine idiopathische bilaterale Nebennierenrindenhyperplasie. Die genetischen Formen haben lediglich einen Anteil von ca. 1 %.

## Epidemiologie
Der primäre Hyperaldosteronismus gehört zu den sogenannten sekundären Formen der Hypertonie. Er bietet also im Gegensatz zu der primären essentiellen Hypertonie eine kausale Therapieoption. Der Anteil der Hypertoniker mit einer sekundären Hypertonie beträgt ca. 20 %. Dabei steigt mit dem Schweregrad der Hypertonie auch der Anteil der Patienten, die an einem PHA leiden. Aktuell wird die Prävalenz zwischen 3 und 14 % geschätzt, womit der PHA neben der schlafbezogenen Hypertonie (bis 5 %) und der Nierenarterienstenose (1–4 %) eine der wichtigsten Formen der sekundären Hypertonie darstellt. Patienten mit therapierefraktärer Hypertonie, bei denen die medikamentöse Therapie versagt oder nur sehr unzureichend wirkt, leiden bis zu 20 % an einem PHA.
Unterscheidet man zwischen Patienten mit normalem und reduziertem Serumkalium, so ist die Prävalenz eines Adenoms mit ca. 65 % in der Gruppe der hypokaliämischen Patienten deutlich höher als in der Gruppe der normokaliämischen (< 30 %), wobei die Prävalenz der Hypertoniker mit hypokaliämischem PHA bei weniger als 1 % liegt. Die Prävalenz der Hypertoniker mit normokaliämischem PHA liegt bei den besagten 3–14 %.
Der Erkrankungsgipfel liegt zwischen dem 30. und 50. Lebensjahr.

## Symptome
Die Symptome lassen sich nach der physiologischen Wirkung von Aldosteron einteilen, die zum Hypertonus und Elektrolytverschiebungen führen:
Der Symptomenkomplex des Hypertonus beinhaltet Kopfschmerzen, Kopfröte, Brustenge und Angina pectoris, Luftnot, Ohrenrauschen, Nasenbluten, Sehstörungen und weitere.
Die Symptome der Hypokaliämie sind vielfältig und beinhalten im Wesentlichen Herzrhythmusstörungen und EKG-Veränderungen (Abflachen der T-Welle, Verlängerung des QT-Intervalls), Muskelschwäche bis hin zu Paresen, Abschwächung von Reflexen und Tetanie. Evtl. kommt es zu einer Ausbildung einer ADH-refraktären Tubulopathie mit Polydipsie und Polyurie (renaler Diabetes insipidus).
Im Rahmen von Blutdruckentgleisungen kann es zu plötzlichen neurologischen und kardio-vaskulären Symptomen wie Synkope, starken Kopfschmerzen, Nasenbluten aber auch bei vorgeschädigtem Herzen zu Angina Pectoris und kardialer Dekompensation kommen. Geht eine solche hypertensive Krise mit den genannten Symptomen einher, handelt es sich um einen hypertensiven Notfall, der in jedem Fall abzuklären ist und medizinisch behandelt werden muss.

## Diagnostik
Die Diagnostik des PHA stützt sich auf zwei Pfeiler: Zum einen die generelle Hypertonieabklärung, zum anderen die dezidierte Diagnostik auf das Vorliegen eines PHA. Die generelle Hypertonieabklärung beinhaltet die genaue Diagnosestellung des Schweregrades der Hypertonie und entsprechend die Abklärung der sekundären Ursachen, auf die hier nur im Rahmen des PHA eingegangen wird. Der Verdacht auf einen PHA sollte man dann stellen, wenn folgende Punkte auftreten:
- Hypertonie 2. bis 3. Grades
- Therapierefraktäre Hypertonie
- Hypokaliämische Hypertonie
- Hypertonie bei adrenalem Inzidentalom (zufällig diagnostizierte Raumforderung der Nebennieren)
- Hypertonie bei positiver Familienanamnese
- Hypertensive Verwandte ersten Grades mit PHA

Ein Screening auf das Vorliegen ist mittels morgendlicher Bestimmung von Renin und Aldosteron im Serum möglich. Beim Vorliegen eines PHA ist der Aldosteron-Renin-Quotient (ARQ) durch die starke Suppression des Renins bei erhöhtem Aldosteron stark erhöht. Wichtig ist, dass bei dieser Diagnostik frühzeitig auf Medikamente verzichtet wird, die das Renin-Angiotensin-Aldosteron-System beeinflussen, da diese die Diagnostik stark verfälschen können. Zur Bestätigung empfiehlt sich ein sogenannter Kochsalzbelastungstest, der die Aldosteronsekretion im Gesunden deutlich reduzieren sollte. Ist dies nicht der Fall, ist der Verdacht auf einen PHA bestätigt.
Zur weiteren Diagnostik empfiehlt sich dann die computertomographische Darstellung (oder auch Magnetresonanztomographie), die gegebenenfalls eine Hyperplasie oder ein Adenom darstellen kann. Zur Bestätigung oder aber weiteren Diagnostik bei grenzwertigen oder unklaren Befunden, empfiehlt sich die seitengetrennte Nebennierenvenenblutentnahme. Die dabei ermittelte Aldosteronsekretion aus der jeweiligen Nebenniere im Vergleich zur Gegenseite ermöglicht die genaue Diagnose auf das Vorliegen eines Adenoms oder beidseitigen Hyperplasie.

## Therapie
Beim Vorliegen eines Aldosteron-produzierenden Adenoms ist die Adrenalektomie (operative Entfernung der Nebenniere) die Therapie der Wahl.
Liegt eine bilaterale Nebennierenrindenhyperplasie vor, sollte man primär mit einer Therapie mit einem Mineralokortikoidrezeptorblocker (Aldosteronantagonisten; z. B. Spironolacton, Eplerenon) beginnen. Je nach Therapieerfolg muss ein fortbestehender Bluthochdruck zusätzlich medikamentös behandelt werden.
Der Dexamethason-supprimierbare primäre Hyperaldosteronismus (familiärer Typ I) wird mit Glukokortikoiden (Dexamethason) therapiert. Durch die Suppression von ACTH, welches den Stimulus der mutierten Aldosteronsynthase darstellt, wird die Aldosteronproduktion und damit der Blutdruck gesenkt.

## Conn-Register
Das Nationale Conn-Register wurde 2006 in München gegründet. Es dient der multizentrischen Datenerhebung zu Diagnostik, Therapie und Krankheitsverlauf des Conn-Syndroms (Primärer Hyperaldosteronismus). Zu den teilnehmenden Institutionen zählen Zentren, die spezialisiert Patienten mit Conn-Syndrom behandeln.